# Jon Cleary
Jon Cleary, född 22 november 1917, död 19 juli 2010, var en australisk författare. Han skrev en lång rad romaner mellan åren 1947 och 2007, inklusive en serie detektivromaner om polisinspektören Scobie Malone.